# Hyve Group
Hyve Group plc, ранее ITE Group, — международный организатор выставок и конференций. Группа организует более 130 торговых выставок и конференций каждый год в 14 странах и насчитывает более 1200 сотрудников в 17 офисах по всему миру. Основное направление компании — проведение выставок, мероприятий, обеспечивающих опыт и окупаемость инвестиций для своих клиентов. Она зарегистрирована на Лондонской фондовой бирже.

## История
Бизнес был основан семьёй Шашоуа как «Международные торговые выставки» (ITE Group Plc) в 1991 году, а затем запустил серию торговых мероприятий в новых странах с рыночной экономикой России и СНГ. Впервые ITE Group Plc была зарегистрирована на Лондонской фондовой бирже в 1998 году. В 2008 году она приобрела ООО «Примэкспо СЗ», организатора конференций в Санкт-Петербурге, а затем приобрела дополнительные предприятия в Москве (MVK), Краснодаре (ООО «Краснодар»), Стамбуле (YEMF and Platform Exhibitions), Киеве (Autoexpo и Beautex), Мумбаи (ABEC) и Куала-Лумпур (Trade Link).
В сентябре 2019 года компания была переименована из ITE Group Plc в Hyve Group.
В декабре 2019 года Hyve приобрела два мероприятия в США: Shoptalk и Groceryshop.
16 марта 2022 года Hyve Group объявила  о выходе глобальной компании Hyve Group из России и том, что российская команда ООО «Хайв Экспо Интернешнл» продолжит деятельность в качестве организатора международных выставок на территории России.